# Rovenaud
Rovenaud est un village du Valsavarenche, hameau de la commune du même nom.

## Description
Le village de Rovenaud est connu au niveau régional pour être le lieu de naissance d'Émile Chanoux.

## Monuments et lieux d'intérêt
- Musée de la Résistance de Valsavarenche ;
- centre Eau et biodiversité, à l'endroit où se trouvait autrefois une scierie bâtie par Juvénal Dayné, hébergeant actuellement trois exemplaires de loutres.